# Capparimyia maeruae
Capparimyia maeruae är en tvåvingeart som beskrevs av De Meyer och Amnon Freidberg 2005. Capparimyia maeruae ingår i släktet Capparimyia och familjen borrflugor.
Artens utbredningsområde är Kenya. Inga underarter finns listade.